# 린이푸
린이푸 (중국어: 林毅夫, 병음: Lín Yìfū)는 1952년 10월 15일 타이완 중화민국의 이란 현에서 태어난 뒤 중국에 망명한 중화인민공화국의 경제학자이다.
그는 1979년 타이완 중화민국의 장교로 중국 사먼에서 가까운 금문도에서 근무할 때에 중국으로 망명하였다. 그는 대만 대학 농업기계학과에서 수학한 적이 있고 그 뒤에 군사학교에 다니다 졸업한 후 대만 국립 정치 대학에서 기업 관리학으로 석사를 취득하기도 했다. 그 후에 북경 대학에서 다시 경제학 석사를 취득했으며, 시카고 대학에서 경제학 박사학위를 취득하였다. 그 뒤로 베이징 대학이 설립한 중국 경제 연구센터(후에 국립중국 개발학교로 바뀜)에서 교원으로 근무하였고, 세계은행에서 수석 경제학자 및 부문 수석 부사장을 맡았다.

## 저서
- Demystifying the Chinese Economy, 2012년
- The Quest for Prosperity: How Developing Economies Can Take Off, 2012년